# S.S. Tipton
O S.S Tipton (Steam Ship Tipton ou Navio a Vapor Tipton) foi um cruzeiro marítimo fictício, destaque no seriado Zack & Cody: Gêmeos em Ação e Zack & Cody: Gêmeos a Bordo. Os dois trabalhadores principais são Sr. Moseby, gerente do navio, e Emma Tutweiller, professora do Colégio Sete Mares (Seven Seas High). O navio viajou por todo o mundo e parou em inúmeros portos e marinas. Este navio também contou com uma grande sala de jantar, sala de ginástica, salão de festas, bar, piscina, sala de bingo, botes salva-vidas, etc. como muitos outros navios. A capacidade do navio de passageiros foi de cerca de 2.000 pessoas. O peso do navio foi, no mínimo, 87 mil toneladas e tinha 13 andares de altura acima do nível do mar. O navio também teve o maior centro comercial sempre flutuante. O navio tinha em torno de 250-300 metros de comprimento. No episódio Graduação a Bordo, o Sr. Tipton vendeu o S.S. Tipton, após a cerimônia de formatura do Colégio Sete Mares; o navio foi evacuado e em seguida desmontado em Nova York.

## Funcionários do S.S Tipton

### Nome e ocupação
- Zachary "Zack" Martin: Garçom do Bar de Sucos Espreme Fácil (Juice Bar Easy Squeeze)
- Cody Martin: Entregador de toalhas no Deck Panorâmico (Sky Deck)
- Maya Bennett: Garçonete do Bar de Sucos Espreme Fácil (Juice Bar Easy Squeeze)
- Sr. Blanket: Psiquiatra do Colégio Sete Mares (Seven Seas High)
- Emma Tutweiller: Professora do Colégio Sete Mares (Seven Seas High)
- Marion Moseby: Gerente do navio (antes gerenciou o Hotel Tipton Boston)
- Kirby Morris: Guarda de segurança do navio
- Frankie: Mecânica do navio

## Principais decks do S.S. Tipton

### Deck Panorâmico (Sky Deck)
É onde se encontra o Bar de Sucos Espreme Fácio (Juice Bar Easy Squeeze), a banheira quente (hidromassagem) e o Restaurante Varandas de Netuno (Restaurant Balconies of Neptune).

### Aqua Lounge (deck abaixo da linha d'água)
É onde se encontra o Restaurante Japonês (Japanese Restaurant) e o Fliperama (Arcade).

### Colégio Sete Mares (Seven Seas High)
No deck Colégio Sete Mares (Seven Seas High) se encontra salas de aulas com matérias essenciais do sistema de educação americano.

## Destinos
- Ilha do Papagaio (fictício)
- Londres, Inglaterra
- Marrocos
- Bélgica
- Paris, França
- Noruega
- Hawaii
- Florida
- Índia
- Roma, Itália
- Grécia
- Suécia
- Tailândia
- Ilhas Galápagos
- Austrália
- Monte Carlo
- Tóquio, Japão
- Venezuela
- Brasil
- Nova Orleãs
- Nova York

## Entretenimento
O navio possuia várias opções de entretenimento, entre elas:
- Waterslide
- Esportes Aquáticos
- Piscina de ondas
- Parasailing
- Muro de Escalada
- Curso de Mini-Golfe
- Yoga
- Surf Machine
- Quadra de Esportes
- Pizzarias
- Cinema
- Vôlei
- Aquário
- Shopping
- Sala de jogos
- 3 piscinas
- Pista de cooper
- Clube Netuno
- Bingo Senior
- Cassino